# Emma Hinze
Emma Hinze (ur. 17 września 1997 w Hildesheim) – niemiecka kolarka torowa, wicemistrzyni olimpijska i wielokrotna medalistka mistrzostw świata.

## Kariera
Pierwsze sukcesy w karierze osiągnęła w 2014 roku, kiedy zdobyła dwa medale na torowych mistrzostwach świata juniorów: złoto w sprincie drużynowym i brąz w wyścigu na 500 m. Na rozgrywanych rok później mistrzostwach świata juniorów zwyciężała w keirinie, sprincie i sprincie drużynowym, a w wyścigu na 500 m była druga. W 2019 roku zdobyła brązowy medal w sprincie drużynowym na mistrzostwach świata w Pruszkowie. Podczas mistrzostw świata w Berlinie w 2020 roku zdobyła złote medale w sprincie, sprincie drużynowym i keirinie. Kolejne dwa medale wywalczyła podczas mistrzostw świata w Roubaix rok później, gdzie była najlepsza w sprincie i sprincie drużynowym. Na rozgrywanych w 2022 roku mistrzostwach świata w Yvelines trzykrotnie stawała na podium: zwyciężyła w sprincie drużynowym, w wyścigu na 500 m była druga, a w sprincie indywidualnym zdobyła brązowy medal, przegrywając z Francuzką Mathilde Gros i swą rodaczką Leą Friedrich.
Podczas igrzysk olimpijskich w Tokio wspólnie z Leą Friedrich wywalczyła srebrny medal w sprincie drużynowym. Na tej samej imprezie była też czwarta w sprincie indywidualnym oraz siódma w keirinie.